# George Winter
George Winter (* 1. April 1907 in Wien; † 3. November 1982 in Ithaca (New York)) war ein US-amerikanischer Bauingenieur.
Winter studierte Bauingenieurwesen in Wien, Stuttgart und an der TU München, an der er 1930 sein Diplom erhielt. Dann wirkte er in Wien am ersten dort errichteten Hochhaus mit. 1931 heiratete er und ging 1932 in die Sowjetunion, wo er als Ingenieur arbeitete und am Bergbauinstitut in Swerdlowsk unterrichtete. Aufgrund der angespannten Lage in der Sowjetunion kehrte er 1938 nach Wien zurück, ging aber gleich weiter in die USA, wo er an der Cornell University in die Stahlbau-Forschung ging und 1940 promoviert wurde. Er wurde Mitglied der Fakultät an der Cornell University und gab 1946 die erste Auflage der Bestimmungen des American Iron and Steel Institute für Stahlbau mit kaltgeformtem Stahl heraus. 
Er war auch ein Experte für Stahlbeton und Koautor des Standardwerks Design of Concrete Structures und arbeitete an den Beton-Normen in den USA mit. 
1963 wurde er Class of 1912 Professor of Engineering. 1948 bis 1970 war er Vorstand der Abteilung Structural Engineering. 1975 ging er in den Ruhestand.
Er war Gastprofessor an der University of California, Berkeley, in Lüttich und am Caltech.
Er war ein Musikliebhaber (Vorsitzender der Friends of Music at Cornell) und an Archäologie interessiert (Teilnahme an einer Expedition des Smithsonian nach Ägypten 1966). Er war Mitglied der American Academy of Arts and Sciences und der National Academy of Engineering. Er war Ehrenmitglied der American Society of Civil Engineers und des American Concrete Institute. 1948 erhielt er den Moiseef Award der ASCE und 1961 die Croes Medal. 1982 erhielt er den International Award of Merit in Structural Engineering. Er war Guggenheim Fellow und Ehrendoktor der TU München.

## Schriften
- mit Arthur H. Nilson: Design of concrete structures, McGraw Hill, 11. Auflage 1991
- Kapitel 4 in William McGuire: Steel Structures, Prentice-Hall 1968